# キャシー・ウェーゼルク
キャサリン・「キャシー」ウェーゼルク (Catherine "Cathy" Weseluck、1970年8月21日 -) は、カナダの女優とコメディアン。

## 出演作品
- ベイブレードバースト
- ビーイングイアン - 邪悪なオランダの女の子、ティーンエイジャー、ハンスの妹
- ドラゴン・テイルズ
- ジョニーテスト
- キッドvsキャット - デニス
- マイリトルポニー〜トモダチは魔法〜 - スパイク、マーレ市長、ココポンメル
- ロールボット - ペニー、アリア市長